# Isla Cañon
Isla Cañon är en ö i Mexiko. Den ligger i lagunen Laguna de Términos och tillhör kommunen Carmen i delstaten Campeche, i den sydöstra delen av landet. Arean är 7,6 kvadratkilometer. Ön Isla Aguada ligger mycket nära.